# Grace Brown
Grace Brown, född 7 juli 1992, är en professionell australisk landsvägcyklist med tempolopp som specialitet.

## Karriär
Brown blev professionell 2018 och har bland annat vunnit Liège–Bastogne–Liège år 2024 och Classic Brugge–De Panne år 2021. Hon är trefaldig nationsmästare i tempolopp. Vid olympiska sommarspelen 2020 placerade hon sig på fjärde plats i tempoloppet.
Vid olympiska sommarspelen 2024 vann hon guld i tempoloppet, över en och halv minut före silvermedaljören.  Vid världsmästerskapen i landsvägscykling 2024 tog hon guld i tempoloppet.